# Saint-Julien-sur-Dheune
Saint-Julien-sur-Dheune è un comune francese di 244 abitanti situato nel dipartimento della Saona e Loira nella regione della Borgogna-Franca Contea.

## Società

### Evoluzione demografica
Abitanti censiti